# オランダ宇宙研究所

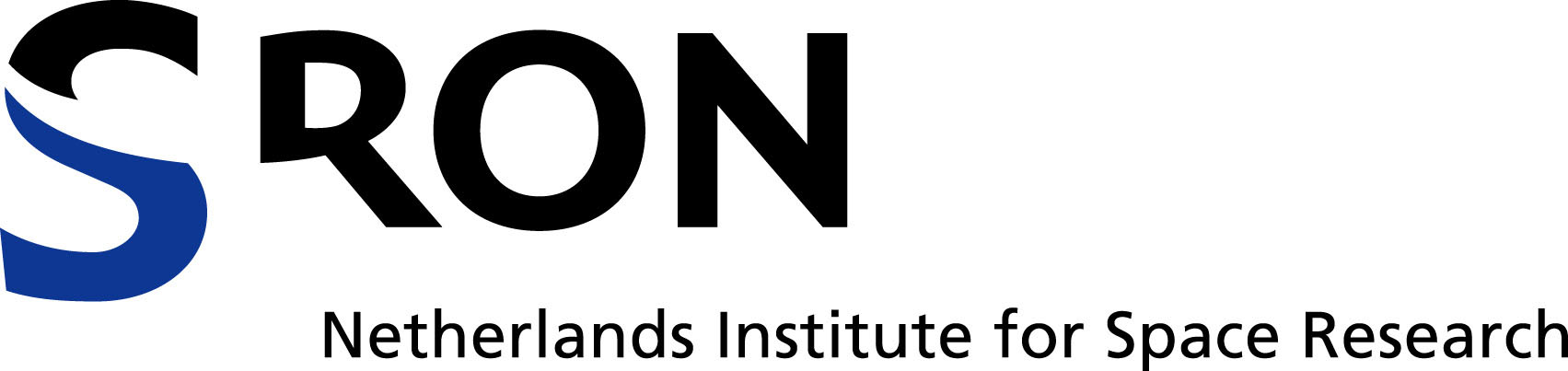
ロゴ

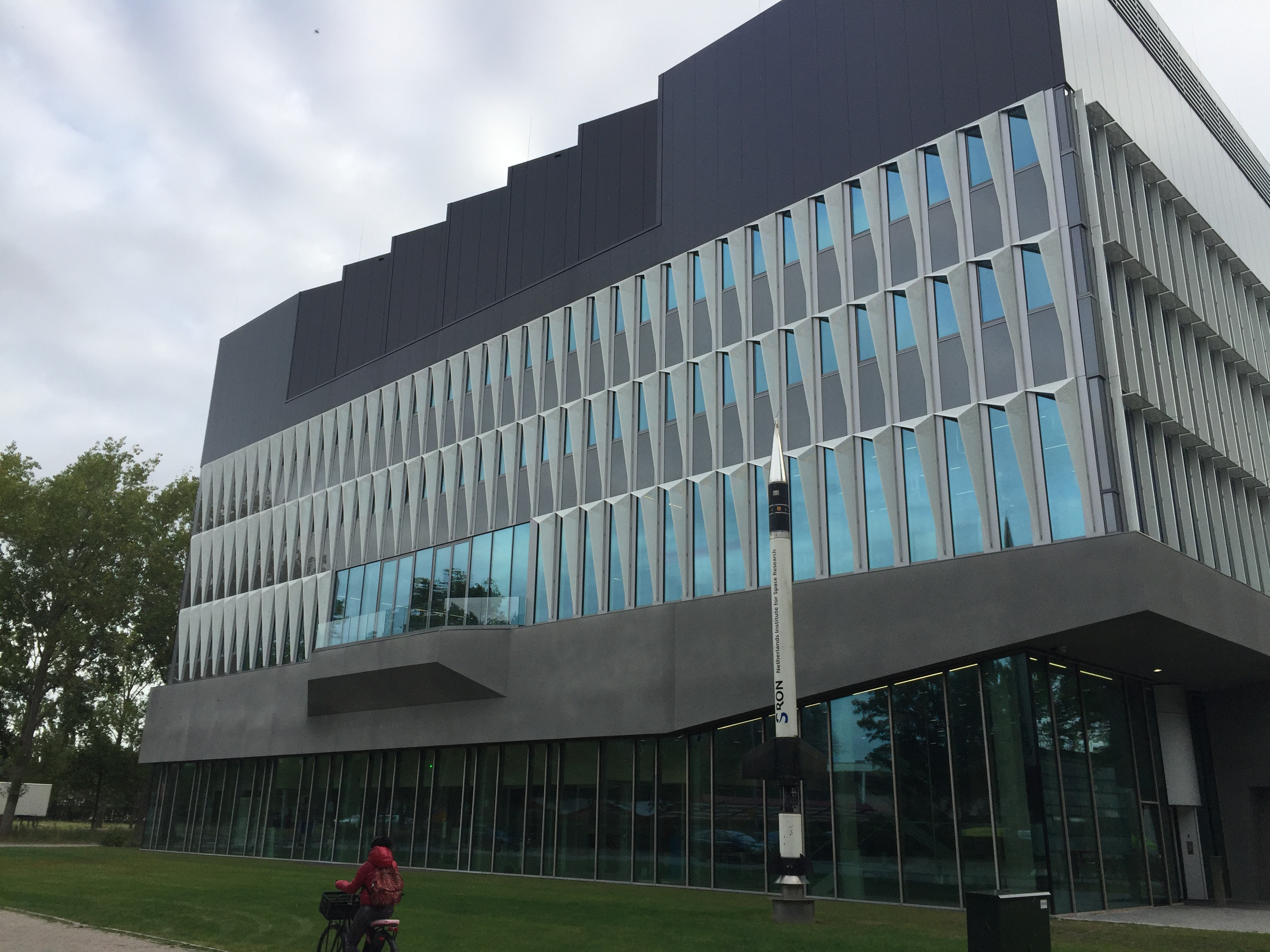
オランダ宇宙研究所 - ライデン

オランダ宇宙研究所(Netherlands Institute for Space Research、SRON)は、宇宙研究のためのオランダの専門機関である。宇宙物理学、地球科学、惑星科学等の研究を行っている。1983年にオランダ科学研究機関の一部としてStichting Ruimteonderzoek Nederland / Space Research Organisation Netherlandsという名前で設立され、ユトレヒトとフローニンゲンに施設を置く。

## スタッフ
研究所は、約200人のスタッフを抱え、総務部門と5つの分野に配属される。5つの分野は以下の通りである。
High-Energy Astrophysics (HEA)、Low-Energy Astrophysics (LEA)、Earth and Planetary Science (EPS)、Sensor Research and Technology (SR&T)、Engineering Division (ED)

## 技術
オランダ宇宙研究所の目標は、欧州宇宙機関、アメリカ航空宇宙局やその他の機関におけるミッションのための最新の人工衛星の開発を主導することである。長年の間、オランダ宇宙研究所の技術は、赤外線マッピング（IRAS、ISO、HIFI/ハーシェル等）、X線源やガンマ線源の分析（CGRO/COMPTEL、ベッポサックス、チャンドラ、XMMニュートン等）、地球の大気の観測（SCIAMACHY/ENVISAT）等、多くの革新的な宇宙ミッションに貢献してきた。将来のミッションの計画としては、SPICA (赤外線)、ASTRO-H (X線)、Sentinel 5 Precursor (地球大気)等がある。また、太陽系やその外の惑星の研究も計画している。様々な波長領域において、オランダ宇宙研究所のセンサは世界で最も感度の良いものである。

## ミッションとプロジェクト

### 現在のミッション
- チャンドラ (人工衛星)
- XMM-Newton
- インテグラル (宇宙望遠鏡)
- ひとみ
- IXO
- LOFT (宇宙望遠鏡)
- ハーシェル宇宙望遠鏡
- SPICA
- アタカマ大型ミリ波サブミリ波干渉計
- Envisat
- Sentinel 5 Precursor
- GOCE
- ヨーロッパリモートセンシング衛星
- MetOp
- SPEX

### かつてのミッション
- ベッポサックス
- コンプトンガンマ線観測衛星
- IRAS
- 赤外線宇宙天文台
- ANS